# إيرباص إيه 310

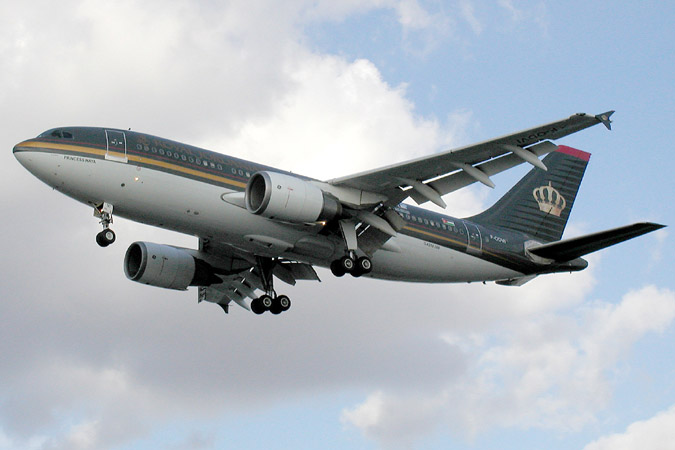
طائرة ايرباص إيه310

تعدّ الايرباص A310 طائرة نفاثة ذات مدى متوسط إلى طويل و بنية عريضة نسبيا، و مزودة بمحرك نفاث ثنائي، و قد تم إطلاقها الفعلي في يوليو من العام 1978 ، حيث كانت الناقلة الجوية الثانية التي أنتجتها شركة إيرباص للصناعات وهي مجموعة مؤلفة من شركات لصناعات الطيران الأوروبية والتي تحوز على ملكيتها حاليا شركة الفضاء والدفاع الجوي الأوروبية EADS ، وتعدّ الايرباص A310 النسخة المعدلة الأقصر نسبيا من التصميم الأصلي للنموذج إيرباص إيه 300 أول نفاثة عريضة البنية ذات محرك ثنائي.
بدأ العمل في تصميم الأجنحة من قبل باي في هاتفيلد، كذلك قام بشكل منفرد قام كل من ايروسباتيال و ميجرمنت بوكلو بلوم و فوكر بإجراء دراسات للوصول إلى تصميم جديد لأجنحة الطائرة، و ذلك في أواخر عام 1977 قبل إعلان فارلي، حيث عرضت إيرباص النموذج A310 في معرض هانوفر الجوي في أبريل من العام 1978 ، الملفت كان تجاوز مساحة الأجنحة لما خلصت إليه الدراسة 219.25 متر مربع (يكافئ2,360.0 قدم مربع ) ، إضافة إلى قصر بنية الطائرة بنحو 12 قطعة معدنية عن طراز إيرباص إيه 300 ، و بطاقة استيعابية تقليدية تقدر ب245 راكبا في الدرجة السياحية أو 195 مقسمين على درجتين، ومع ذلك فقد أجريت العديد من التغييرات و تحديث الدراسات خلال الاثنتي عشرة شهرا التالية، إلى أن أطلقت الخطوط الجوية السويسرية و لوفتهانزا مواصفات موحدة للطائرة بتاريخ 9 يونيو 1978 ، حيث أعلن خلال شهر من ذلك التاريخ شروط و مواصفات طلبات شراء الطائرات، و بتاريخ 15 مارس أصبحت الخطوط الجوية السويسرية أول شركة خطوط طيران تتقدم رسميا بطلب شراء للنموذج المذكور، و ذلك بشراء 10 طائرات إضافة إلى 10 طائرات إضافية مشروطة باستبدال النموذج ماكدونالد دوجلاس DC-9 العاملة على الوجهات الأوروبية الداخلية، و على الفور تلت خطوط لوفتهانزا بطلبية تقدر قيمتها بنحو 240 مليون دولار لشراء 10 طائرات، وتوالت الخطوط الجوية الفرنسية و من ورائها الخطوط الجوية الليبيرية بعدها بوقت قصير.
و لقد أدى تزايد اهتمام الناقلات بهذه الطائرة إلى انتعاش سوق صناعة الطائرات في أواخر سبعينيات القرن الماضي، مما دفع شركة إيرباص إلى إطلاق النموذج إيرباص إيه 300 بي 10 (A300B10) والمعروف حاليا A310 حيث بدأ الإنتاج الفعلي للطائرة بتاريخ 7 يوليو 1978، بحيث أبدت خطوط لوفتهانزا التزاما نحو شراء الطائرة بنحو 25 طلبية بمختلف المواصفات و ذلك بتاريخ 1 أبريل 1979 ، بعدها بيومين فقط أبرمت خطوط كي ال ام 10 طلبات بمختلف المواصفات بقيمة تصل إلى 238 مليون جنيه استرليني، و بتاريخ 6 يوليو 1979 رفعت الخطوط الجوية الفرنسية طلبياتها من 4 إلى 35 ، و تبعتها العديد من شركات خطوط الطيران.
في البداية أسفر التخطيط عن تصميمين للطائرة من نوع A310 ، الأولى هي الإقليمية وحملت الطراز A310-100، و الأخرى هي عابرة للقارات من طراز A310-200 ، حيث يبلغ مدى الطراز A310-100 حوالي 3,700 كيلو مترا بطاقة استيعابية تصل إلى 200 راكب، أما الطراز A310-200 فكانت ذات قابلية أعلى للوزن الأقصى عند الإقلاع علاوة على التخزين المركزي للوقود، لتتجاوز الأخرى بنحو 1,900 كيلو مترا إضافية لنفس الحمولة، و تم تزويدها بمحركات نفاثة من طراز جنرال الكتريك سي إف 6 (CF6-45B2) وبرات آند ويتني جيه تي 9 دي (JT9D-7R4)، و قد أحالت شركة رولز رويس مشروعا لتطوير محركات لتلك الطائرة للتقاعد بعد أن ثبت عدم جدواه.
تتفوق مجموعة الطراز A310 على مجموعة إيرباص إيه 300 باستثناء التصميم إيرباص إيه 300-600أر الذي يتفوق على A310-200 ، و قد ساهم تحمل المدى الطويل للرحلات الطراز A310 ليعهد إليها بمهمات النقل عبر المحيط الأطلسي، الميزة الأخرى التي تجمع الطراز إيرباص إيه 300 مع الطراز A310 هو التشابه في التصميم، يمكن تأهيل الطيارين إيرباص إيه 300-600 بعد يوم تدريب واحد لقيادة الطراز A310.
لقد استمرت مبيعات الطراز A310 ، وبعد أن تم تجربة النموذج الأولي A310-200 في اختبارات الطيران بتاريخ 3 أبريل 1982 ، تحولت طلبات الشراء و خيارات الشركات لنحو 181 طائرة من 15 شركة طيران حول العالم، حيث كانت بداية أفضل من بداية التصميم الأساسي إيرباص إيه 300 ، و قد أصبح من الواضح أن الطلب على الطائرات ذات المدى الطويل من طراز 200 هو السائد في السوق، الأمر الذي جعل إيرباص تقرر إيقاف إنتاج A310 قصيرة المدى منها.
و تدريجيا بدأ الطلب على الطائرات بالتراجع في نهاية العام 1990 ، ولم تتوفر عقود شراء جديدة للطراز A310 ، بسبب تقدم التقنية في طراز ايرباص A330 ، وبذلك توقف إنتاج الطراز A310 بشكل كامل في يوليو 2007 ، و تبقت طلبات طائرات الشحن التي كانت من نصيب الطراز A330-200F. لقد تم تسويق الطراز A310 لكي يكون مقدمة لتطوير الطائرات عريضة البنية، و تم استبدالها بالنموذج الناجح A330-200 التي تحاكيها في هيكلها، و قد تم تسليم فيما بين العام 1983 و 1998 التي كانت آخر سنة تنتج فيها ما يقرب من 255 طائرة، و قد جعل الطرازان إيرباص إيه 300 و A310 من شركة إيرباص منافسا قويا لشركة بوينغ، لتخطو قدما بخطى طموحة لانتاج عائلتي الطراز A320 و A330/A340.

## انظر ايضًا
مجلة الطيران- دائرة النقل أبوظبي[وصلة مكسورة]